# La Maladie d'amour (album)
Pour les articles homonymes, voir Maladie d'amour (homonymie).
Albums de Michel Sardou
Danton Olympia 75
Singles
1. La Maladie d'amour
Sortie : 3 juillet 1973
2. Les Vieux Mariés
Sortie : 1973
3. La Marche en avant
Sortie : 1974

La Maladie d'amour est le troisième album studio de Michel Sardou enregistré au studio C.B.E et paru chez Tréma en 1973. Bien que généralement désigné sous le titre La Maladie d'amour, premier single extrait de l'album, le recto de la pochette originale indique le titre de deux chansons, celle précédemment citée et Les Vieux Mariés.

## Genèse

### Autour de l'album
- Référence originale : Tréma 6499 739[1]

## Commentaire
C'est l'album qui contient l'un des plus grands succès de Sardou dans la décennie : La Maladie d'amour, dont l'harmonie est celle du Canon de Pachelbel, et qui sera numéro un du hit-parade pendant neuf semaines.
La Marche en avant, Interdit aux bébés, Le Curé mais surtout Les Vieux Mariés et Les Villes de solitude auront également les faveurs du public[réf. nécessaire]. Avec cet album qui regorge de titres devenus des classiques du répertoire de Sardou, le chanteur accède au statut de « grande vedette » (dans les années à venir, son affluence ira grandissante). L'album s'écoule à plus de 1 115 000 exemplaires.
Michel Sardou rend hommage à son ami Johnny Hallyday avec la chanson Hallyday (Le Phénix).

## Fiche technique

### Titres originaux
| No  | Titre                  | Paroles                        | Musique        | Durée |
| --- | ---------------------- | ------------------------------ | -------------- | ----- |
| 1.  | La Marche en avant     | Michel Sardou - Pierre Delanoë | Jacques Revaux | 4:11  |
| 2.  | Zombi Dupont           | Michel Sardou - Pierre Delanoë | Jacques Revaux | 2:41  |
| 3.  | Les Villes de solitude | Michel Sardou - Pierre Delanoë | Jacques Revaux | 4:01  |
| 4.  | Le Curé                | Michel Sardou - Pierre Delanoë | Jacques Revaux | 3:27  |
| 5.  | Hallyday (Le Phénix)   | Michel Sardou                  | Jacques Revaux | 3:52  |
| 6.  | Les Vieux Mariés       | Michel Sardou - Pierre Delanoë | Jacques Revaux | 3:38  |
| 7.  | Tu es Pierre           | Michel Sardou - Pierre Delanoë | Jacques Revaux | 2:52  |
| 8.  | Tuez-moi               | Michel Sardou - Pierre Delanoë | Jacques Revaux | 2:48  |
| 9.  | Je deviens fou         | Michel Sardou                  | Jacques Revaux | 3:18  |
| 10. | Interdit aux bébés     | Michel Sardou                  | Jacques Revaux | 2:32  |
| 11. | La Maladie d'amour     | Michel Sardou - Yves Dessca    | Jacques Revaux | 3:30  |

### Titres bonus
Cet album a été réédité en 2004 sous le label AZ avec les titres bonus suivants :
| No | Titre                                      | Paroles                        | Musique        | Durée |
| -- | ------------------------------------------ | ------------------------------ | -------------- | ----- |
| 1. | Je veux l'épouser pour un soir             | Michel Sardou - Claude Lemesle | Jacques Revaux | 3:46  |
| 2. | J'ai 2000 ans                              | Michel Sardou - Claude Lemesle | Jacques Revaux | 3:30  |
| 3. | Une fille aux yeux clairs                  | Michel Sardou - Claude Lemesle | Jacques Revaux | 2:42  |
| 4. | Le bon temps c'est quand ?                 | Michel Sardou - Pierre Delanoë | Jacques Revaux | 3:13  |
| 5. | Un accident                                | Michel Sardou                  | Jacques Revaux | 4:06  |
| 6. | Requin chagrin (en duo avec Mireille Darc) | Michel Sardou - Pierre Delanoë | Jacques Revaux | 2:24  |

### Crédits
- Arrangements et direction d'orchestre : René Pratx (Titres 1, 2, 3, 5 et 6) et Roger Loubet (Titres 4 et 7 à 11)
- Basse : Christian Padovan
- Batterie : Dino Lattore
- Percussions : Pierre Billon
- Guitares : Benoît Kaufman et Slim Pezzin
- Prise de son : Bernard Estardy
- Direction artistique : Jacques Revaux et Régis Talar
- Réalisation : Jacques Revaux